# Hoffmann-Zweifingerfaultier
Das Hoffmann-Zweifingerfaultier (Choloepus hoffmanni) ist eine Art aus der Familie der Choloepodidae. Sie ist in Mittel- und Teilen von Südamerika verbreitet, besitzt aber ein zweigeteiltes Verbreitungsgebiet. Der Lebensraum umfasst sowohl tropische Regenwälder und teils laubabwerfende Wälder im Tiefland und in höheren Lagen. Dort lebt das Hoffmann-Zweifingerfaultier einzelgängerisch in den Baumkronen und ernährt sich weitgehend von Blättern und jungen Zweigen. Charakteristisch ist vor allem das bräunliche Fell und das hellere Gesicht sowie das Hangeln kopfüber im Geäst. Es werden mehrere Unterarten unterschieden, die Gesamtpopulation ist nicht gefährdet. Wissenschaftlich erstbeschrieben wurde das Hoffmann-Zweifingerfaultier im Jahr 1858. Es ist nach dem deutschen Naturforscher Karl Hoffmann benannt.

## Beschreibung

### Habitus

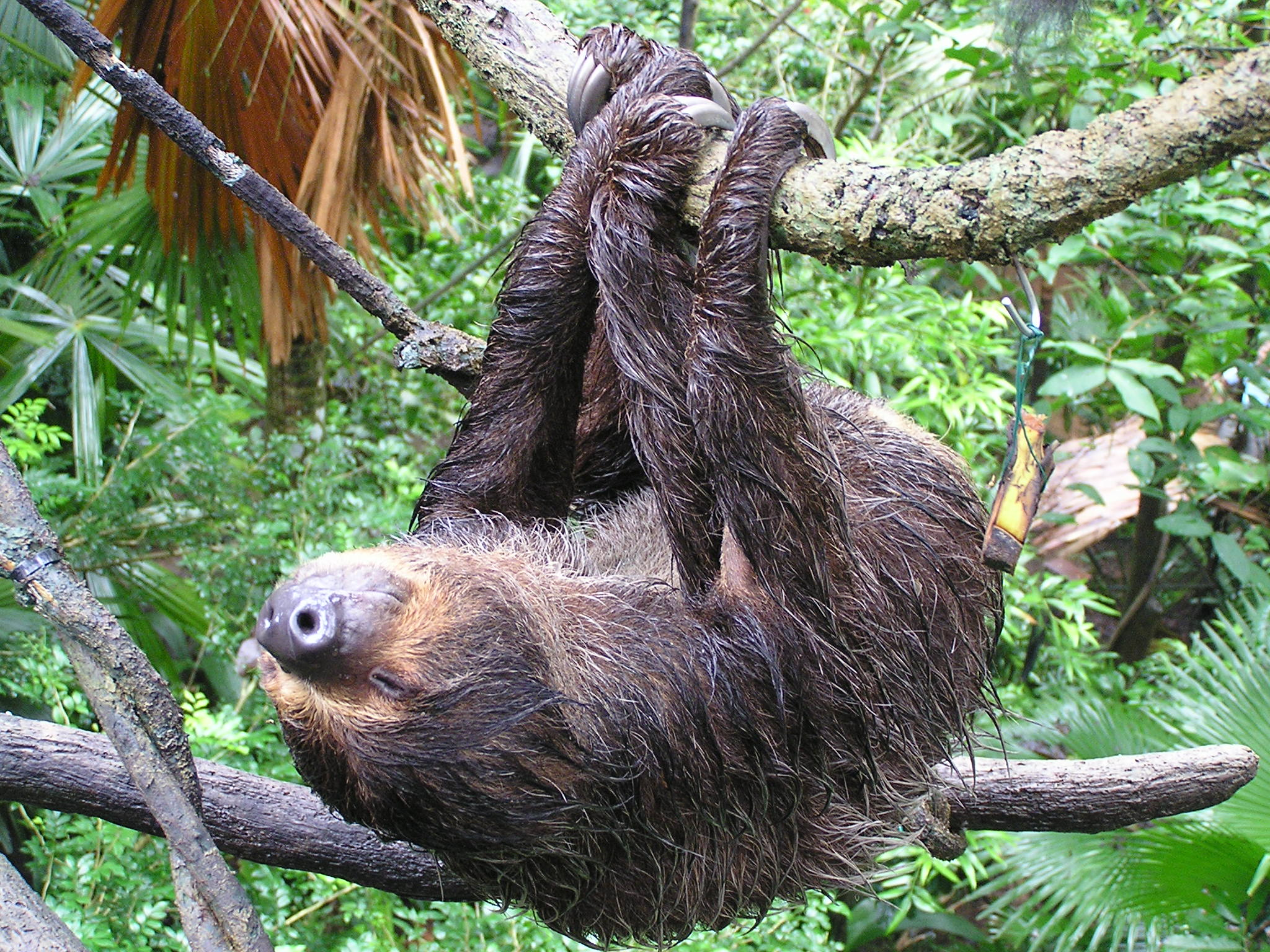
Hoffmann-Zweifingerfaultier

Das Hoffmann-Zweifingerfaultier erreicht eine Gesamtlänge von 57 und 71 cm, wobei Weibchen durchschnittlich etwas größer sind als Männchen. Der kurze und äußerlich nicht sichtbare, von Fell bedeckte Schwanz nimmt dabei 1,4 bis 3 cm ein. Das Gewicht variiert zwischen 2,7 und 9 kg. Es stellt somit die kleinere Art der Zweifinger-Faultiere dar. Allgemein ist der Kopf klein, jedoch länger als bei den Dreifinger-Faultieren. Die Ohren haben eine runde Form und werden maximal 3,7 cm lang, sie sind ebenfalls im Fell verborgen. Das Fell weist generell eine gelbliche bis heller oder dunkler bräunliche Färbung auf. Das Gesicht ist aber meist heller getönt, die Schnauzenregion bleibt demgegenüber unbehaart. Wie das Eigentliche Zweifingerfaultier (Choloepus didactylus) besteht das Fell nur aus dem Deckhaar, eine Unterwolle wie bei den Dreifinger-Faultieren kommt nicht vor. Die mit bis zu 17 cm längsten Haare treten dabei im Schulterbereich auf. Teilweise schimmert das Fell je nach Lichteinfall grünlich, was von einer Symbiose mit Algen herrührt, die im Fell leben. Diese Symbiose dient dem Tier vermutlich zur Tarnung vor Fressfeinden, wobei der Effekt am stärksten in der Regenzeit wirkt. Der Scheitel des Fells liegt nicht wie bei anderen Säugetieren auf dem Rücken, sondern auf dem Bauch, so dass das Regenwasser besser abfließen kann. Die langen Gliedmaßen sind für das Klettern und Hangeln in den Bäumen bestens geeignet. Die Vorderbeine sind geringfügig länger als die Hinterbeine. Die Hände bestehen aus je zwei, die Füße aus je drei funktionalen Strahlen. Diese tragen lange und gebogene Krallen, die vorn und hinten bis zu 6,5 cm lang werden können. Die Hinterfußlänge beträgt durchschnittlich 13,2 cm.

### Schädel- und Gebissmerkmale

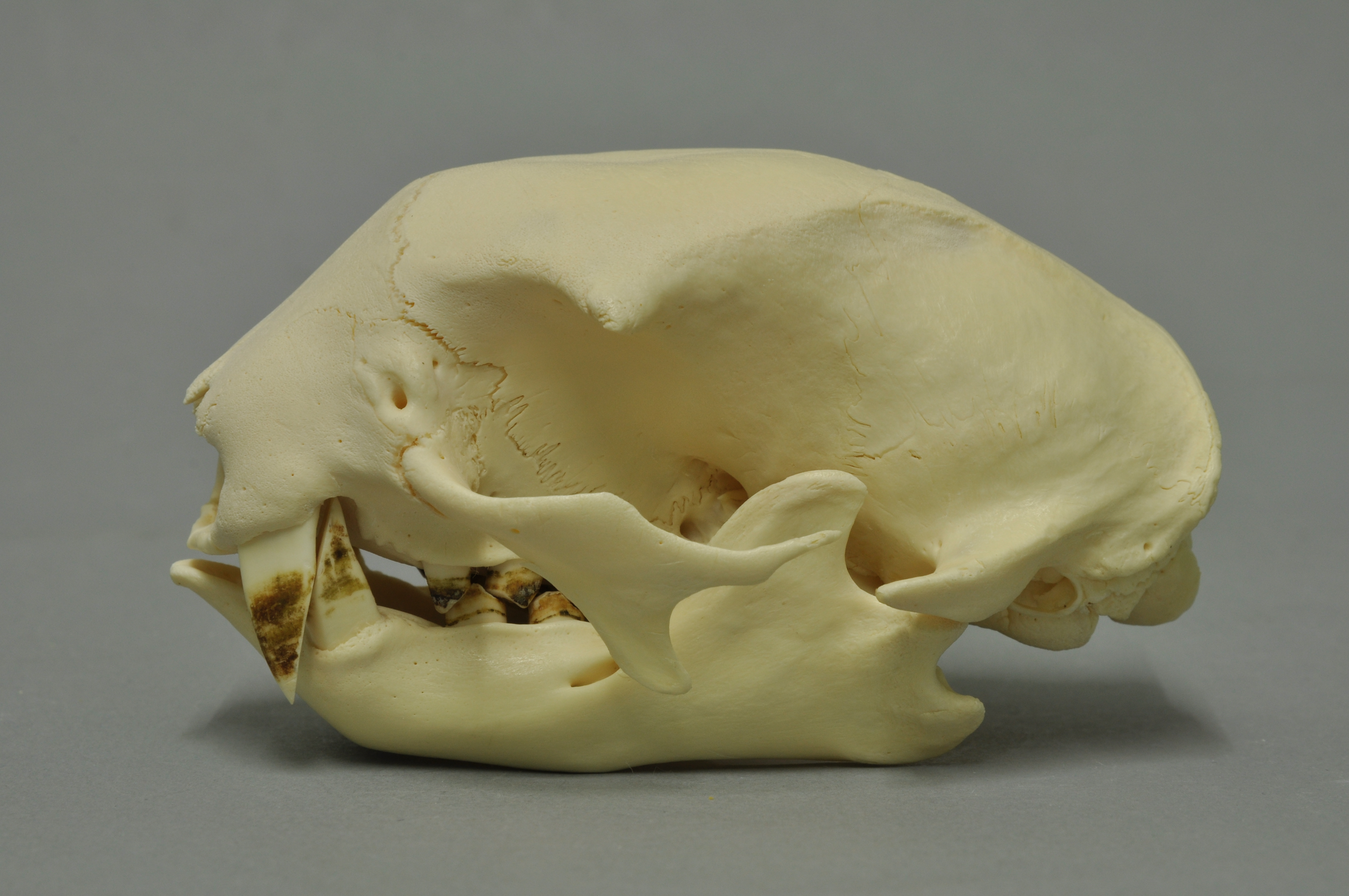
Schädel des Hoffmann-Zweifingerfaultiers (Sammlung Museum Wiesbaden)

Der Schädel weist eine Länge zwischen 9,8 und 11,1 cm auf. Die Breite an den Jochbeinen erreicht durchschnittlich 6,3 bis 6,7 cm, hinter den Augen liegt sie aber bei rund 3,5 cm. Charakteristisch ist der nicht vollständig ausgebildete Jochbogen. Allerdings weist er am vorderen Ansatz einen zusätzlichen, nach unten gerichteten Knochenfortsatz auf. Das Gebiss weicht wie bei allen Faultieren von dem für Höhere Säugetiere typischen ab. So sind im Oberkiefer je Kieferast fünf, im Unterkiefer vier Zähne ausgebildet, insgesamt also 18. Die hinteren besitzen eine molarenartige Gestaltung, der jeweils vorderste ist konisch spitz und ähnelt dadurch dem Eckzahn, zudem ist er von den hinteren Zähnen durch ein größeres Diastema getrennt. Er überragt außerdem die hinteren Zähne deutlich und ist manchmal bei geschlossenem Maul äußerlich sichtbar. Schneidezähne sind nicht ausgebildet. Die obere Zahnreihe erreicht eine Länge von 2,4 cm.

### Sinnesleistungen und Lautäußerungen
Allgemein ist der Sehsinn des Hoffmann-Zweifingerfaultiers schlecht entwickelt und nur für kurze Distanzen ausgelegt. Aufgrund der stark gekrümmten Hornhaut der Augenlinse erreicht die Sehkraft nur 3 bis 4 Dioptrien. Das Gehör deckt weitgehend einen niederfrequenten Bereich ab. Daran sind auch die nur wenig bekannten Lautäußerungen ausgerichtet. So rufen Jungtiere ihre Mutter, wenn sie voneinander getrennt werden, mit jammernden oder weinerlichen Lauten unter 1,4 kHz, wobei die Durchschnittslänge pro Ruf bei 0,48 s liegt.

## Verbreitung und Lebensraum

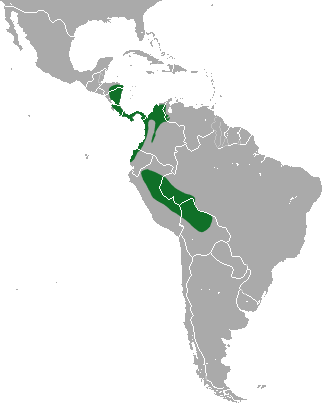
Verbreitungsgebiet des Hoffmann-Zweifingerfaultiers

Das Hoffmann-Zweifingerfaultier hat ein zweigeteiltes Verbreitungsgebiet: Die nördlichen Populationen bewohnen Mittel- und den äußersten Nordwesten von Südamerika von Honduras und Nicaragua bis in das westliche Venezuela und westlich der Anden entlang der Pazifikküste bis nach Ecuador. Das Verbreitungsgebiet der südlichen Population liegt östlich der Anden und erstreckt sich vom nördlichen und zentralen Peru über den äußersten Westen Brasiliens bis in das zentrale Bolivien. Die Faultierart kommt vom Meerspiegelniveau bis in höhere Gebirgsregionen vor. So sind Tiere in Costa Rica bis in Höhen von 3328 m nachgewiesen, in Panama bis 1925 m und in Venezuela bis 1150 m. Vor allem bei den Populationen in höheren Gebirgslagen ist das Fell deutlich dichter ausgebildet. Das gesamte Verbreitungsgebiet wird mit rund 1,6 Millionen Quadratkilometern angegeben. Der Großteil des Verbreitungsgebietes des Hoffmann-Zweifingerfaultiers überlappt sich mit dem des Braunkehl-Faultiers (Bradypus variegatus); mit dem des näheren Verwandten, dem Eigentlichen Zweifingerfaultier, gibt es nur wenige Überschneidungen.
Als Lebensraum nutzt das Hoffmann-Zweifingerfaultier Berg- und Tieflandwälder, wobei es sowohl in immergrünen tropischen Regenwäldern als auch in teils laubwerfenden Wäldern und Sekundärwäldern vorkommt. Gemieden werden aber weitgehend Trockenwälder. Allerdings wurden Tiere in Costa Rica auch in Kakaoplantagen gesichtet, wo sie teils größere Strecken zu Nahrungspflanzen zurücklegen. In Honduras konnten Individuen zudem in offenen Grasländern, bestanden mit Trockenvegetation und Dornengestrüpp, beobachtet werden. Die Populationsdichte variiert je nach bevorzugtem Lebensraum. Auf Barro Colorado in Panama liegt sie bei 1,05 bis 2,7 Individuum je Hektar, in der Andenregion Kolumbiens bei 0,3 bis 1,5 und im Tiefland Kolumbiens bei 0,2 bis 0,8 Individuen auf einer vergleichbar großen Landfläche.

## Lebensweise

### Territorialverhalten

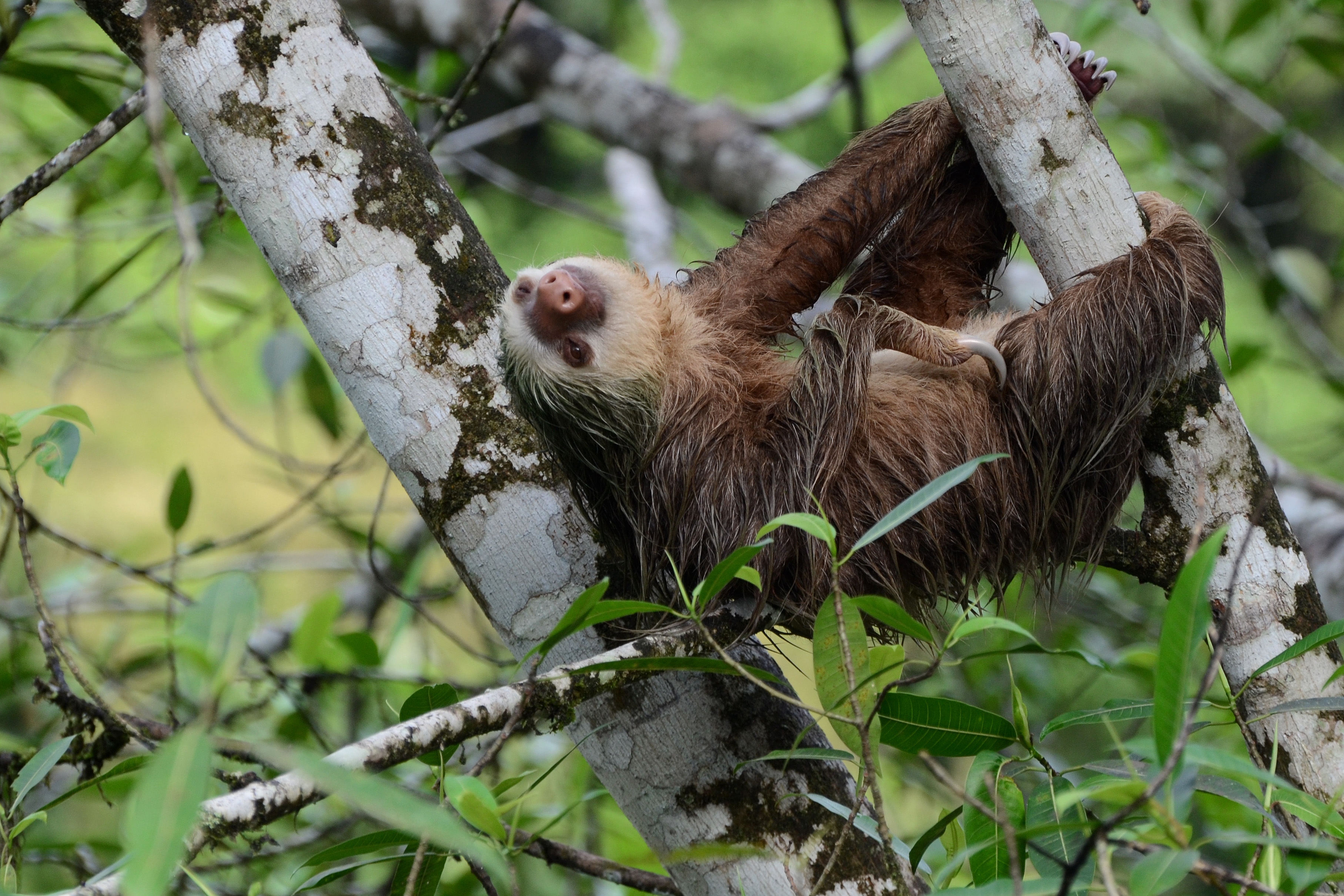
Hoffmann-Zweifingerfaultier im Geäst

Das Hoffmann-Zweifingerfaultier ist nachtaktiv und lebt einzelgängerisch, zwei oder mehr Individuen zusammen werden selten beobachtet. Überwiegend halten sich die Tiere in den Baumkronen der Bäume auf, etwa 14 bis 15 m über dem Erdboden. Mit den stark gebogenen Krallen klammert sich die Faultierart an den Ästen fest und hängt kopfunter. Auf diese Weise bewegt sich ein Tier über horizontale Äste, wobei die Bewegungen selbst sehr langsam sind und eine Geschwindigkeit von rund 500 m je Stunde erreichen (0,14 m je Sekunde). Die täglich zurückgelegte Strecke liegt bei bis zu 300 m, was deutlich weiter ist als bei den Dreifinger-Faultieren. Bei einem Tier auf einer Kakaoplantage konnte eine nächtliche Wanderung zwischen zwei Nahrungsbäumen hangelnd über ein Transportkabel über eine Entfernung von 1500 m nachgewiesen werden. Der Waldboden wird nur aufgesucht, um zu einem anderen Baum zu gelangen oder um zu defäkieren; letzteres findet häufig aber auch im Geäst hängend statt. Am Boden läuft die Faultierart eher unbeholfen, beim Gang berühren in der Regel drei Füße den Boden. Jedoch ist das Hoffmann-Zweifingerfaultier ein guter Schwimmer. Wie andere Faultiere kann es bis zu 20 Stunden am Tag schlafen – in der freien Wildbahn wird das allerdings selten erreicht; hier liegt die Ruhezeit bei durchschnittlich 13 Stunden, durchgehende Aktivitätszeiten können bis zu 7,6 Stunden betragen. Zum Schlafen nutzt das Hoffmann-Zweifingerfaultier meist Ansammlungen von Lianen. Einzelne Tiere besitzen Aktionsräume, die je nach Landschaftstyp unterschiedlich groß sind. Auf der Insel Barro Colorado in Panama variieren diese von 0,4 bis 3,9 ha (durchschnittlich 2 ha). In einer Kakaoplantage in Costa Rica lag die durchschnittliche Größe der Aktionsräume bei 4,4 ha, wobei jene der männlichen Tiere deutlich größer waren und bis zu 21 ha erreichten. In der Regel grenzen oder überschneiden sich die Aktionsräume der männlichen Tiere mit jenen der weiblichen, so dass im Revier eines Männchen durchschnittlich 3,2 Weibchen auftreten. Nur in ihren Kerngebieten zeigen Männchen dabei eine gewisse Territorialität.

### Nahrung
Das Hoffmann-Zweifingerfaultier ernährt sich rein pflanzlich. Außer Blättern und jungen Trieben vertilgt es auch Früchte und Blüten. Untersuchungen in Costa Rica ergaben 101 unterschiedliche Baumarten, in denen die Faultierart sich aufhielt, etwa ein Drittel davon diente auch als Nahrungsressource. Zu den bevorzugten Pflanzen gehörten dabei unter anderem Ameisenbäume, Hammersträucher, Kordien, Feigen sowie Korallen- und Kakaobäume. Die letzteren beiden wurden dabei am häufigsten aufgesucht, alle anderen eher selten. In Kolumbien ist zudem Brownea eine häufig vom Hoffmann-Zweifingerfaultier genutzte Pflanzengruppe. Im Durchschnitt frisst ein Tier 350 g je Tag oder 85 g je Kilogramm Körpergewicht.

### Fortpflanzung
Während die Weibchen mit drei bis fünf Jahren geschlechtsreif werden, brauchen die Männchen möglicherweise ein Jahr länger. Es wird angenommen, dass die Paarungszeit ganzjährig ist, teilweise aber auch abhängig von den Jahreszeiten. Der Abstand zwischen zwei Geburten liegt bei etwa 15 Monaten. Die Paarung dauert bis zu zwei Stunden, wobei die einzelnen Geschlechtsakte meist knapp eine Minute währen, unterbrochen von einer doppelt so langen Pause. Nach einer Tragzeit von elf bis zwölf Monaten (teilweise werden auch nur acht angegeben) bringt das Weibchen ein Jungtier zur Welt. Das Geburtsgewicht liegt bei 340 bis 454 g, die Länge bei 22 cm. Das Neugeborene ist fellbedeckt und hat geöffnete Augen sowie voll ausgeprägte und ausgehärtete Krallen. Es klettert eigenständig auf den Bauch der Mutter, wo es die ersten Lebensmonate verbringt. Bereits innerhalb der ersten 24 Stunden beginnt das Neugeborene erstmals Milch zu saugen, was dann mehrmals am Tag geschieht. Wasser trinkt ein Jungtier erstmals nach einer Woche, die erste feste Nahrung nimmt es nach zwei bis vier Wochen zu sich. Im gleichen Zeitraum fängt es auch an zu spielen oder an Ästen zu hangeln, während es nach wenigstens sieben Wochen auf eigene Erkundungen geht. Wann die Entwöhnung einsetzt, ist ungeklärt, das Jungtier ist allerdings frühestens mit rund sechs Monaten unabhängig von der Mutter, der Prozess kann aber auch bis zu zwei Jahre dauern. Ebenfalls nach rund einem halben Jahr reagieren Muttertiere nicht mehr auf die Rufe des Jungtiers. Die Lebenserwartung des Hoffmann-Zweifingerfaultiers in freier Wildbahn ist unbekannt, in menschlicher Obhut wurde ein Tier 32 Jahre alt.

### Fressfeinde und Feindverhalten
Zu den bedeutendsten Fressfeinden gehört unter anderem der Jaguar. Analysen von Kotresten aus Costa Rica ergaben in fast einem Viertel Hinweise auf das Hoffmann-Zweifingerfaultier als Beute. Daneben stellen auch der Ozelot und die Langschwanzkatze der Faultierart nach, selten auch der Kojote. Unter den Vögeln ist vor allem die Harpyie hervorzuheben, wobei Untersuchungen auf Barro Colorado in Panama zufolge das Hoffmann-Zweifingerfaultier bis zu 56 % der Gesamtbeute des Greifvogels einnimmt. Weiterhin können Anakondas als Beutegreifer unter den Schlangen genannt werden. Tiere in Bedrängnis entblößen ihre Zähne oder schlagen mit den scharfen Krallen zu.

### Parasiten und Kommensalen
Da die Zweifinger-Faultiere kein Unterfell besitzen, treten äußere Parasiten nicht ganz so häufig auf wie bei den Dreifinger-Faultieren. Typische Ectoparasiten des Hoffmann-Zweifingerfaultiers sind unter anderem Zecken der Gattung Amblyomma und Milben wie Edentalges und Sarcoptes, weiterhin auch Moskitos wie Aedes und Haemagogus sowie verschiedenste Fliegen- und Schmetterlingsmückenarten. Im Fell leben zudem Motten der Gattung Cryptoses, welche aber keine Parasiten darstellen. Die Motten legen Eier in den Dung des Hoffmann-Zweifingerfaultiers und geben Stickstoffverbindungen an die im Fell lebenden Algen ab. Durch Ablecken des Fells nimmt die Faultierart die Algen auf und erhält dadurch wichtige Ergänzungsstoffe, die durch die eher energiearme Blattnahrung nicht bereitgestellt werden.
Innere Parasiten stellen hauptsächlich Bandwürmer und Kokzidien dar. Darüber hinaus sind Protozoen wie Endotrypanum und Leishmania sowie der Einzeller Trypanosoma bekannt. Vor allem Leishmania ist sehr häufig beim Hoffmann-Zweifingerfaultier nachgewiesen, allerdings ist es weitgehend immun dagegen, was auf eine lange Anpassung schließen lässt. Jedoch gilt die Faultierart in einigen Regionen als Reservoir für diese Protozoen, die beim Menschen zur Leishmaniose führen. Sie ist auch als Träger des Oropouche-Virus bekannt, der durch Stechmücken wie Culicoides sp. übertragen wird und beim Menschen das Oropouche-Fieber hervorrufen kann.

## Systematik
Das Hoffmann-Zweifingerfaultier ist neben dem Eigentlichen Zweifingerfaultier (Choloepus didactylus) die zweite Art aus der Gattung der Zweifinger-Faultiere (Choloepus). Die Stellung der Zweifinger-Faultiere innerhalb der Unterordnung der Faultiere (Folivora) wird unterschiedlich bewertet. Nach skelettanatomischen Merkmalen favorisieren die meisten Wissenschaftler eine Zuweisung zur Familie der Megalonychidae. Diese ist aber laut molekulargenetischen Untersuchungen und Proteinanalysen aus dem Jahr 2019 polyphyletisch und schließt sowohl große Bodenfaultiere Süd- und Nordamerikas als auch die Formen der Westindischen Inseln ein. Die einzelnen Gruppen sind aber nicht näher miteinander verwandt. Die Untersuchungen befürworten daher eine Einordnung der Zweifinger-Faultiere in die monotypische Familie der Choloepodidae, die wiederum der Überfamilie der Mylodontoidea angehört. Als nächste verwandte Gruppe innerhalb der rezenten Faultiere sind die Dreifinger-Faultiere (Bradypus) anzusehen, die eine eigene, gleichfalls monotypische Familie stellen. Die Faultiere bilden gemeinsam mit den Ameisenbären (Vermilingua) die engere Verwandtschaftsgruppe der Zahnarmen (Pilosa), eine Ordnung innerhalb der Nebengelenktiere (Xenarthra). Molekulargenetische Untersuchungen ergaben eine Abspaltung der Faultiere von der gemeinsamen Linie mit den Ameisenbären im ausgehenden Paläozän vor etwa 58 Millionen Jahren. Die beiden heute noch lebenden Gattungen Bradypus und Choloepus trennten sich dann im Oligozän vor rund 29 Millionen Jahren voneinander. Die Linien der zwei Arten der Zweifinger-Faultiere bildeten sich im Oberen Miozän vor etwa 9 Millionen Jahren aus. Fossilfunde des Hoffmann-Zweifingerfaultiers sind unbekannt.
Heute werden fünf Unterarten unterschieden:
- C. h. agustinus Allen, 1913; in den Tälern der Anden von Kolumbien, des nordwestlichen Venezuela und des nördlichen Ecuador
- C. h. capitalis Allen, 1913; an der Pazifikküste westlich der Anden von Kolumbien bis Ecuador
- C. h. hoffmanni Peters, 1858; Mittelamerika und im westlichen und nordwestlichen Kolumbien
- C. h. juruanus Lönnberg, 1942; westliches Brasilien, südöstliches Peru, nördliches Bolivien
- C. h. pallescens Lönnberg, 1928; Peru östlich der Anden

Eine weitere Unterart, C. h. florenciae, etablierte Ángel Cabrera im Jahr 1958, sie gilt heute aber als zum Eigentlichen Zweifingerfaultier gehörig. Dagegen wurde C. h. pallescens 1928 von Einar Lönnberg ursprünglich zum Eigentlichen Zweifingerfaultier gestellt.
Die Erstbeschreibung des Hoffmann-Zweifingerfaultiers erfolgte 1858 durch Wilhelm Peters, der weiterhin die Typuslokalität mit Costa Rica angab. Diese wurde 1980 von Ralph M. Wetzel mit "Heredia, Volcán Barba" genauer spezifiziert. Der Artname ehrt den deutschen Naturforscher Karl Hoffmann.

## Gefährdung
Größere Bedrohungen für das Hoffmann-Zweifinger-Faultier sind nicht bekannt. Allerdings sind einige Populationen, so vor allem in Kolumbien und in Mittelamerika, von der fortschreitenden Waldrodung betroffen, die zur Zerstörung oder Zersplitterung der bewohnbaren Habitate führt. In einigen Regionen des Verbreitungsgebietes wird die Faultierart von indigenen Gruppen bejagt. Vor allem in Kolumbien gelangen einzelne Tiere, hauptsächlich Jungtiere mit einem Gewicht unter 700 g auf den Handelsmarkt und werden als Souvenir auch an Touristen verkauft. Aufgrund ihres großen Verbreitungsgebietes ist die Art aber in ihrem Bestand nicht bedroht, die IUCN listet sie als „nicht gefährdet“ (least concern). Das Hoffmann-Zweifingerfaultier ist in zahlreichen geschützten Gebieten präsent.